# František Aschermann
František Aschermann (3. února 1915 Kolín – září/říjen 1944 Auschwitz) byl český právník a skautský vedoucí židovského původu.

## Život
Narodil se do rodiny kolínského obchodníka Emila Aschermanna a jeho manželky Berty, rozené Krausové. Měl o tři roky mladší sestru Hanu. 
Po maturitě na kolínském gymnázium nastoupil na právnickou fakultu Univerzity Karlovy, kde v roce 1939 promoval. V Kolíně působil jako vůdce 20. oddílu skautských táborníků.
Spolu s rodiči byl 13. června 1942 transportován do terezínského ghetta. Zde spoluzaložil dětský skautský oddíl Bobři. Odsud odjel 28. září 1944 transportem do koncentračního tábora Osvětim, kde byl pravděpodobně ihned po příjezdu zavražděn.

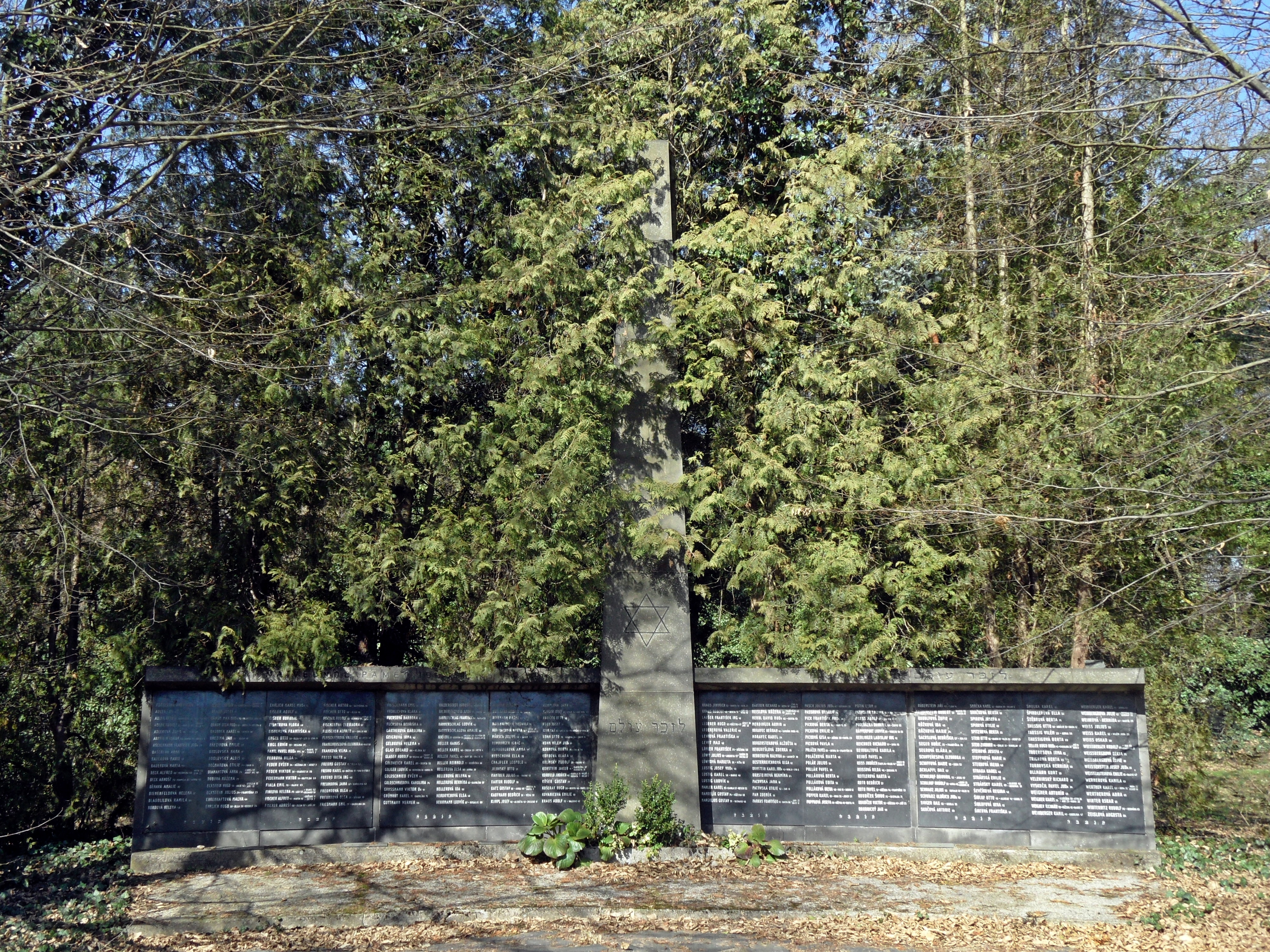
Památník obětem holokaustu na Novém židovském hřbitově v Kolíně

Konce války se v koncentračních táborech dočkala jeho sestra Hana, snoubenka Arnoštka Frišmannová i oba jeho rodiče.
Jeho jméno je uvedeno na památníku obětem holokaustu na Novém židovském hřbitově v Kolíně. Na Karlově náměstí v Kolíně mu byl odhalen stolpersteine. Na kameni se nachází následující text:
| ZDE ŽIL JUDR. FRANTIŠEK ASCHERMANN NAR. 1915 DEPORTOVÁN 1944 DO OSVĚTIMI ZAVRAŽDĚN 28.9.1944 |